# Royal Bengal Airlines
Aviana Airways Ltd, действовавшая как Royal Bengal Airlines, — упразднённая авиакомпания Бангладеш со штаб-квартирой в Дакке, работавшая в сфере пассажирских перевозок по внутренним маршрутам. Полностью принадлежала британской компании «R B Airline UK Ltd».
Портом приписки перевозчика и его главным транзитными узлом (хабом) являлся международный аэропорт Шахджалал в Дакке.

## История
Royal Bengal Airlines была основана членами британской общины в Бангладеш в июне 2006 года и начала операционную деятельность в ноябре того же года. Руководство перевозчика ставило перед собой цели открытия регулярных маршрутов между Бангладеш и Великобританией с промежуточной остановкой в аэропортах Ближнего Востока.
К июню 2007 года авиакомпания получила 5,5 миллионов фунтов стерлингов прямых инвестиций от местных бизнесменов и биржевых компаний и заказала два новых самолёта Dash 8-100. При этом открытие регулярных перевозок по внутренним направлениям ожидалось в течение лета 2007 года, а к концу того же года предполагался запуск регулярных маршрутов в лондонский аэропорт Станстед, аэропорты Манчестера и Бирмингема.
В 2012 году Royal Bengal Airlines остановила выполнение всех рейсов.

## Флот

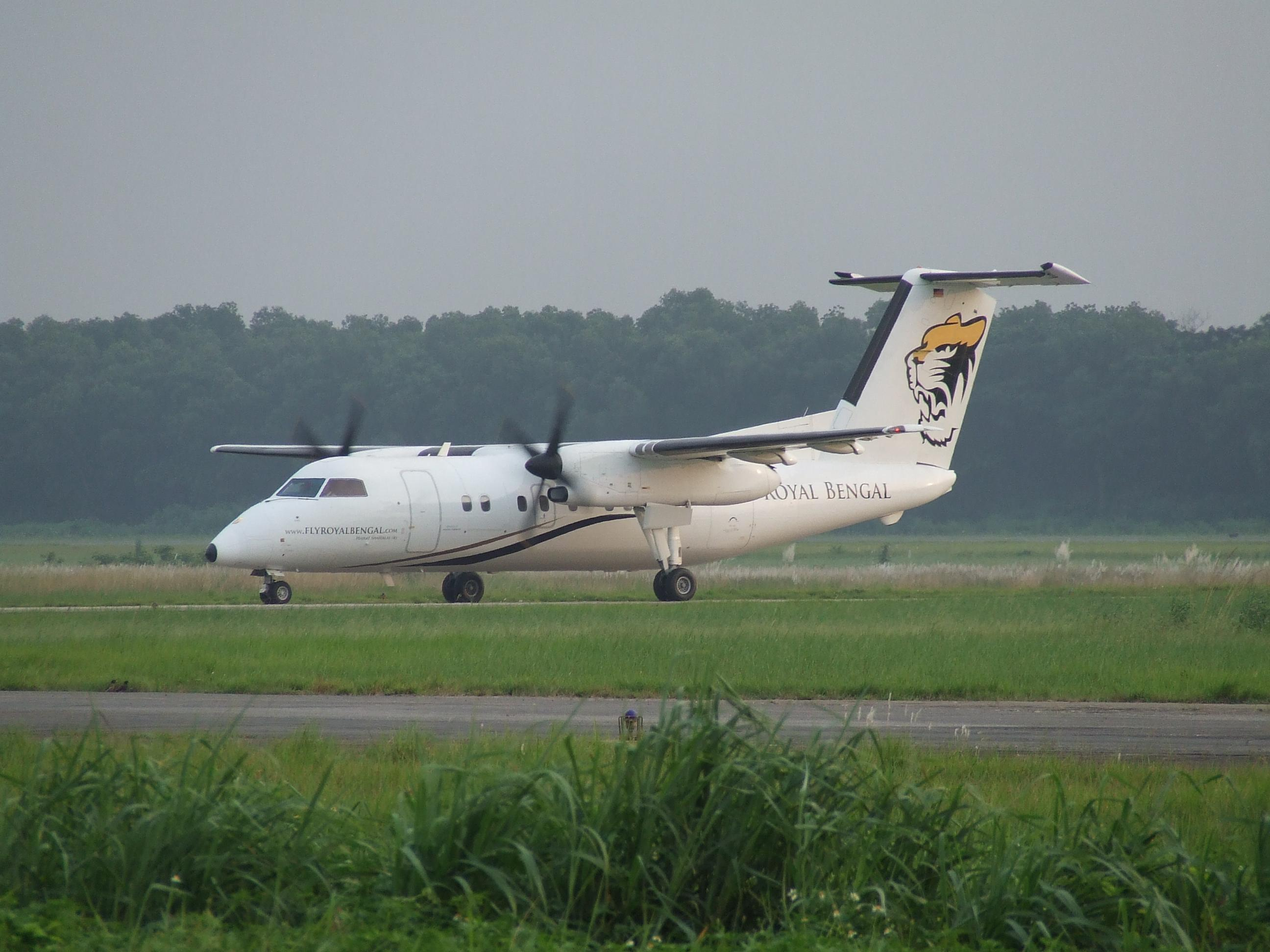
Dash 8-100 авиакомпании Royal Bengal Airlines в международном аэропорту Шахджалал

По состоянию на 27 декабря 2008 года авиакомпания Royal Bengal Airlines эксплуатировала следующую технику:
В апреле 2011 года средний возраст воздушных судов авиакомпании составлял 20,2 года.